# Дячкинское сельское поселение
Дячкинское сельское поселение — муниципальное образование в Тарасовском районе Ростовской области. 
Административный центр поселения — слобода Дячкино.

## География
Дячкинское сельское поселение находится на северо-западе Ростовской области.

## История
Слобода Дячкино, которая ныне является центром Дячкинского сельского поселения, была основана в 1763 году казачьим старшиной Андреем Дячкиным на берегу реки Глубокой. Жители слободы числились прихожанами церкви в станице Каменская Донецкого округа области Войска Донского. Позднее, во второй половине XIX века и в первой половине XX века в том же самом районе были образованы другие поселения: хутора Беляевка, Васильевка, Мокроталовка, Первое Мая, посёлок Малое Полесье и разъезд Дяткино.
В 1942 году, во время Второй мировой войны, территория района была оккупирована немецкими войсками. В январе 1943 года район был освобождён Красной армией.
Дячкинское сельское поселение в качестве муниципального образования Тарасовского района Ростовской области была образована 1 января 2006 года.
Основной отраслью экономики Дячинского сельского поселения является сельское хозяйство: по состоянию на 2017 год, на территории данного муниципального образования осуществляют свою деятельность 27 сельскохозяйственных предприятий.
Местное население на данный момент испытывает неудобства из-за недостаточно качественной снабжаемой им питьевой воды.

## Административное устройство
В состав Дячкинского сельского поселения входят:
- слобода Дячкино;
- хутор Беляевка;
- хутор Васильевка;
- разъезд Дяткино;
- хутор Каюковка;
- посёлок Малое Полесье;
- хутор Мокроталовка;
- хутор Первое Мая.

## Население
| 2010  | 2012  | 2013  | 2014  | 2015  | 2016  | 2017  |
| ----- | ----- | ----- | ----- | ----- | ----- | ----- |
| 2544  | ↘2498 | ↘2496 | ↘2453 | ↘2443 | ↘2422 | ↗2423 |
| 2018  | 2019  | 2020  | 2021  |       |       |       |
| ↘2399 | ↘2379 | ↘2345 | ↘2340 |       |       |       |

## Социальная сфера
В слободе Дячкино находятся Дячкинская центральная библиотека и дом культуры.